# Saint-Denis-le-Ferment
Saint-Denis-le-Ferment – miejscowość i gmina we Francji, w regionie Normandia, w departamencie Eure.
Według danych na rok 1990 gminę zamieszkiwało 405 osób, a gęstość zaludnienia wynosiła 22 osoby/km² (wśród 1421 gmin Górnej Normandii Saint-Denis-le-Ferment plasuje się na 527. miejscu pod względem liczby ludności, natomiast pod względem powierzchni na miejscu 71.).